# Banegårdspladsen (Aarhus)
 For alternative betydninger, se Banegårdspladsen. (Se også artikler, som begynder med Banegårdspladsen)
Banegårdspladsen er en plads i Aarhus C beliggende ved og foran Aarhus Hovedbanegård.
Herfra begynder Strøget mod nord og samt gader som Banegårdsgade, Park Allé, Ny Banegårdsgade og M.P. Bruuns Gade samt Bruuns Bro støder op til pladsen. Det gør pladsen meget trafikeret og med sin centrale beliggenhed og med Hovedbanegården passere stort set alle byens buslinjer pladsen. Den daglige gennemstrømning af personer på pladsen og tilstødende gader ligger på cirka 100.000, fordelt på 80.000 på alle transportformer som bus, bil og cykel. Derudover bliver forgængerfeltet mellem Ryesgade (Strøget) og Aarhus Hovedbanegård dagligt brugt af 23.000 personer.
Bygningerne omkring pladsen er karréer i 6-7 etagers højde. De fleste bygninger blev bygget sammen og er i samme arkitekttonisk stil. Flere af bygningerne er beklædt med neonskilte der lyser pladsen op om aften. Mest beklædt er den grønne bygning (se nederste billede), som skiller sig markant ud, i den vestlige side af pladsen. Her har Århus Stiftstidende en storskærm på 5 x 1 meter, kaldet lysavisen hvor der konstant vises nyhedsartikler og reklamer. Nabo til Hovedbanegården er Århus Stiftstidendes bladhus i en 5 etagers bygning også med monteret storskærm på facaden.
På pladsen ligger der flere spisesteder og langtidsåbne forretninger. Bl.a. Burger King, 7-Eleven og McDonalds, der i banegårdsbygningen i marts 2010 åbnede kædens første døgnåbne restaurant i Danmark. 
Selve vejen ender ved Park Allé ved Aarhus Rådhus og har dermed en L-form.

## Historie
Efter en arkitektkonkurrence i 1920, blev det besluttet at stadsingeniør O. Jørgensen og arkitekt A. Høeg-Hansen skulle udarbejde en bebyggelsesplan for det omkringliggende område ved den nye Hovedbanegård. Heri indgik også Park Allé, samt planlægningen af de omkringliggende blokke, som skulle bygges i gule mursten, i samme stil som hovedbanegården.
I 1929 stod ejendommene, opført af murermester Alfred Knudsen og tømrermester E. Petersen, mellem Ryesgade (Strøget) og Banegårdspladsens vestlige hjørne færdig. I 1931 stod Pladsens vestlige ejendommene, opført af tømrermester Thomas Petersen, som optoges af det nye Hotel Ritz, så færdig.
I 1935 blev den store grund på hjørnet af Banegårdsgade og M.P. Bruuns bro, som var beregnet til et nyt hovedposthus solgt, da det ny posthus indgik i den nye hovedbanegård. Køberen var dagbladet Demokraten, som ved hjælp af arkitekt V. Puck junior fik opført den karakteristiske blok.
De sidste ejendomme stod færdig i 1937.

## Trafik
Størstedelen af alle bybuslinjer i Aarhus passerer Banegårdspladsen, og en stor del af dem har stoppested på pladsen. Også regionalbusser har stoppested på pladsen og flybus (X-bus) til Aarhus Lufthavn har endestation foran hovedposthuset.
Aarhus bybusser der har stoppested på Banegårdspladsen: 1A 2A 3A 4A 11 12 13 14 15 16 17 18 19 20 33
Regionale buslinjer, der har stoppested på Banegårdspladsen: 100 103 109 200 202 302 925X
Derudover er der holdepladser for hyrevogne til opsamling af passagerer på den sydlige del af pladsen.

## Kriminalitet
Banegårdspladsen hører til et af de voldeligste områder i Danmark med 171 politianmeldelser i 2008 og med en stigning på 78% er problemet stigende, fra 134 politianmeldelser i 2007. 
7-Eleven-butikken er, som døgnåben, meget udsat for røverier, tyveri og ballade og personalet føler sig ofte truet af uromagere og har derfor fast vagter i butikken.   Også den langtidsåbne Burger King har været udsat og har vagter til at passe på personale og kunder. 

## Overvågning
Kriminaliteten ved og omkring Banegårdspladsen har fået byrådet til at gå til Christiansborg om et forslag om videoovervågning af området foran Hovedbanegården. Kamerarene sættes op efter julen 2008 

## Fremtidige planer
Banegårdspladsen er et vigtigt knudepunkt for den kollektive trafik i Midtbyen. Kommunens planer er at lukke pladsen for gennemkørende biltrafik og gøre pladsen mere tilgængelig for busser. Biler vil stadig have adgang til selve pladsen via Banegårdsgade, Ny Banegårdsgade, M.P. Bruuns Gade og Park Allé. I den sammenhæng ville der blive skabt en buskorridor mellem Banegårdspladsen og Spanien (en gade i Aarhus Midtby). Korttidsparkering, taxaholdepladser og cykelparkering opretholdes. Trafikomlægningen på Banegårdspladsen forventes gennemført i perioden 2011-2012 

## Galleri
- Banegårdspladsen om aftenen.
- Banegårdspladsen 2019.
- Banegårdspladsen ved Park Allé.
- Banegårdspladsen ved fodgængerfeltet til Strøget.
- Banegårdspladsen ved fodgængerfeltet til Strøget.
- Hovedbanegården i gule mursten
- Nyklassicistisk arkitektur i gule mursten
- facade detalje
- Det tidligere Post- og Telegraf center
- Arkitektonisk detalje

## Eksterne link og kildehenvisninger
- Wikimedia Commons har flere filer relateret til Banegårdspladsen (Aarhus)
- Banegårdspladsen, Aarhus City
- Registrant gadebeskrivelse: BanegårdspladsArkiveret 4. marts 2016 hos  Wayback Machine
- Panorama billede fra Banegårdspladsen, Aarhus (Marts 2011)